# Мари, Бенжамен
Бенжамен Мари (фр.  Benjamin Mary; 12 марта 1792 Форе, Льеж (провинция) — 2 августа 1846 Баньер-де-Люшон) — бельгийский дипломат и предприниматель, чьи любительские художественные работы сегодня вызывают повышенный интерес в Бразилии и Греции.

## Биография
Бенжамен Мари был сыном адвоката, изучал гуманитарные науки в школе в Ангьене и юриспруденцию в Брюссельском университете.
В 1813 году был призван в армию, но, задействовав семейные контакты, избежал активного участия в военных действиях.
В 1818 году жил в Намюре и работал на герцога Аренберга.
Мари всегда интересовался искусством и ботаникой.
В конце 1823 он совершил поездку в Италию, где понакомился с художниками Франсуа Навезом и Франсуа Гране; У Гране он брал уроки рисования.
C 1829 года он работал в горнодобывающей компании «Société des mines de plomb de Vedrin».
В июле 1832 года он был отправлен бельгийским министерством иностранных дел в Бразилию, в качестве дипломата для ведения переговоров о подписании торгового соглашения.
В период с февраля по сентябрь 1834 он успешно завершил переговоры.
За дипломатические и торговые успехи, в 1839 году бразильское правительство наградило его Орденом Южного Креста, а от бельгийского правительства он получил Орден Леопольда.
Находясь в Бразилии, Мари создал большую серию живописи, в основном рисунков пейзажей.
Проживая в Рио-де- Жанейро, он совершил путешествия в регионы городов Олинда и Салвадор, продолжая делать зарисовки пейзажей и растений.
Ещё в 1837 году было принято решение о его возвращении в Бельгию.
Однако, вместо этого, 03.08.1839 он прибыл в Афины, в качестве посла Бельгии в Греции.
В 1841 году он посетил Бельгию, после чего совершил поездку во Францию и снова вернулся в Афины.
В августе 1842 года он совершил поездку в Константинополь.
В 1844 году он совершил путешествия в Бейрут, Кипр и Египет.
Некоторые из его рисунков были опубликованы в литографиях работы Иоганна Спикса и Карла Марциуса Флора Бразилии.
Шаблонами для литографии являлась коллекция Hans von Martius Sammlung, в Баварской государственной библиотеке.

Панорама Рио-де-Жанейро. Работа Бенжамена Мари. Государственная художественная галерея Сан — Паулу.

Большинство рисунков Мари хранится в фонде Fundação Maria Luisa e Oscar Americano, в бразильском Сан-Паулу , в бразильской Bibliotecas do Itamaraty, и в Paulo Fontainha Geyer, Рио-де-Жанейро.
Работы Мари продолжают вызывать интерес, в особенности в Бразилии и Греции и с успехом выставляются на художественных аукционах.

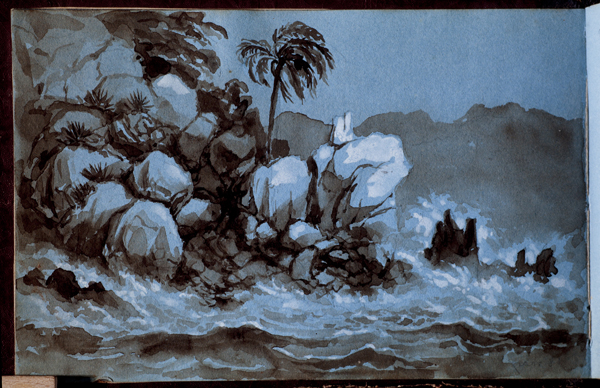
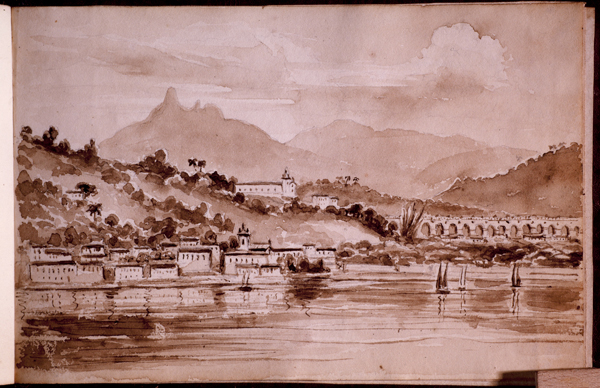
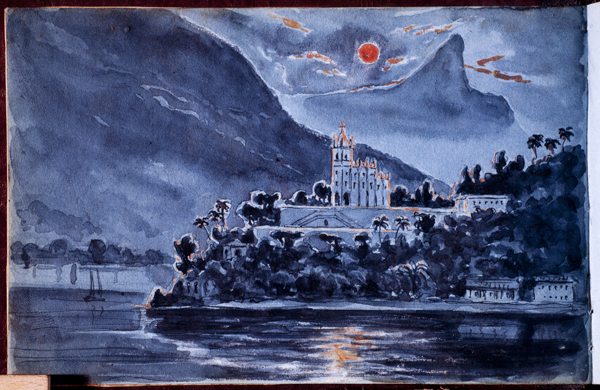
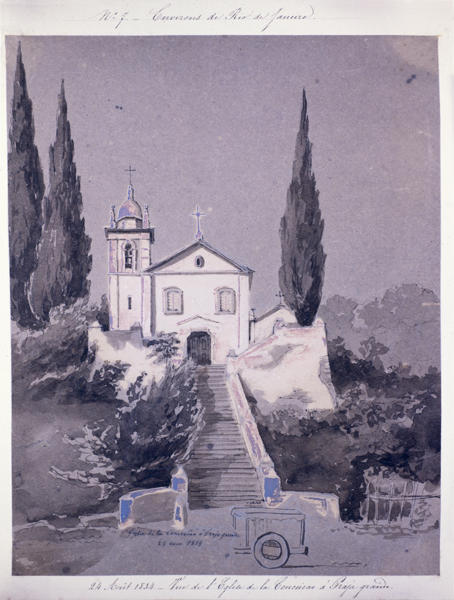